# 白葉釣樟
白葉釣樟（学名：Lindera glauca）为樟科釣樟屬下的一个种。